# Markus Alder
Markus Peter Maria Alder (* 17. September 1966 in Bonn; † 7. Februar 2024) war ein Brigadegeneral der Luftwaffe der Bundeswehr und ab Oktober 2022 bis zu seinem Tod Unterabteilungsleiter Führung Streitkräfte II im Bundesministerium der Verteidigung. 

## Militärische Laufbahn

### Ausbildung und erste Verwendungen
Alder trat im Juli 1985 als Offizieranwärter in die Luftwaffe ein und absolvierte die Grundausbildung beim Luftwaffenausbildungsregiment 3 in Roth. Anschließend absolvierte er die Offizierausbildung zum Offizier des Truppendienstes an der Offizierschule der Luftwaffe in Fürstenfeldbruck. Von 1986 bis 1989 absolvierte er ein Studium der Elektrotechnik an der Universität der Bundeswehr München in Neubiberg.
1990 trat Alder seine erste Truppenverwendung als Technischer Offizier im Jagdbombergeschwader 32 in Lechfeld an. 1994 folgte eine Amtsverwendung als Sachgebietsleiter für Flugschreiber-Auswertungen beim General Flugsicherheit in der Bundeswehr in der Luftwaffenkaserne in Köln. 1998 hatte Alder seine erste Führungsverwendung als Staffelchef der Wartungs- und Waffenstaffel des Jagdbombergeschwaders 31 „Boelcke“ in Nörvenich. 1999 begann für ihn der 44. Generalstabslehrgang Luftwaffe an der Führungsakademie der Bundeswehr in Hamburg, wo er bis 2001 zum Offizier im Generalstabsdienst ausgebildet wurde.

### Dienst als Stabsoffizier
Alders erste Verwendung als Stabsoffizier war ab 2001 als Sachgebietsleiter für logistische Einsatzunterstützung der Luftwaffe im Luftwaffenmaterialkommando in Köln. Anschließend hatte er ab 2002 seine erste Ministerialverwendung als Referent für Struktur, Organisation, Einsatz und Betrieb der Logistik der Luftwaffe im Führungsstab der Luftwaffe im Bundesministerium der Verteidigung. 2004 wechselte er innerhalb des Führungsstabes der Luftwaffe und wurde Referent für Grundsatz, internationale Zusammenarbeit und logistische Studien der Logistik der Luftwaffe. 2006 folgte Alders zweite Führungsverwendung als Kommandeur der Technischen Gruppe des Jagdgeschwaders 74 in Neuburg an der Donau. 2009 wechselte Alder zurück zum Bundesministerium der Verteidigung nach Bonn, wo er Adjutant des Stellvertreters des Inspekteurs der Luftwaffe wurde. 2011 besuchte Alder ein Seminar an der Bundesakademie für Sicherheitspolitik in Berlin und wurde im selben Jahr Referent beim Projektleiter Neuordnung Streitkräfte im Bundesministerium der Verteidigung. Im Folgejahr übernahm Alder den Dienstposten des Referatsleiters Stab Inspekteur Luftwaffe II 1 im Bundesministerium der Verteidigung und ebenfalls 2012 den Dienstposten des Referatsleiters für den Betrieb aller Waffensysteme der Luftwaffe im zum 1. Oktober 2012 aufgestellten Kommando Luftwaffe. 2014 wurde der damals 47-jährige Alder, als Nachfolger von Thomas Hambach, Kommandeur Waffensystemunterstützungszentrum 1 in Erding und Standortältester. Alder wurde Büroleiter von Markus Grübel, Parlamentarischem Staatssekretär im Bundesministerium der Verteidigung.

### Dienst als General
Im Oktober 2017 übernahm Alder, als Oberst i. G., die für Unterstützung zuständige Abteilung im Kommando Luftwaffe. Auf diesem Dienstposten wurde er zum Brigadegeneral ernannt. 2022 wechselte er ins Bundesministerium der Verteidigung, wo er als Unterabteilungsleiter Führung Streitkräfte II diente. Zum 1. Februar 2024 wurde die Unterabteilung in Einsatzbereitschaft, und Unterstützung Streitkräfte II umbenannt mit der Zuständigkeit für Unterstützungsaufgaben und Logistik.

## Privates
Alder war verheiratet und Vater zweier Söhne.